# Казанское (Орловская область)
Каза́нское — село в Ливенском районе Орловской области России. Административный центр Казанского сельского поселения.

## Этимология
Своё название село получило по имевшемуся в нём храму Казанской Божьей Матери, построенному в 1781 году.

## География
Село находится на расстоянии 19 км к юго-востоку от города Ливны, административного центра района, и 138 км к юго-востоку от города Орёл, административного центра области.

### Часовой пояс
Село Казанское, как и вся Орловская область, находится в часовой зоне МСК (московское время). Смещение применяемого времени относительно UTC составляет +3:00.

## Население
| 2002 | 2010 |
| ---- | ---- |
| 463  | ↗495 |

### Национальный состав
Согласно результатам переписи 2002 года, в национальной структуре населения русские составляли 93 % из 463 чел.